# Хангири

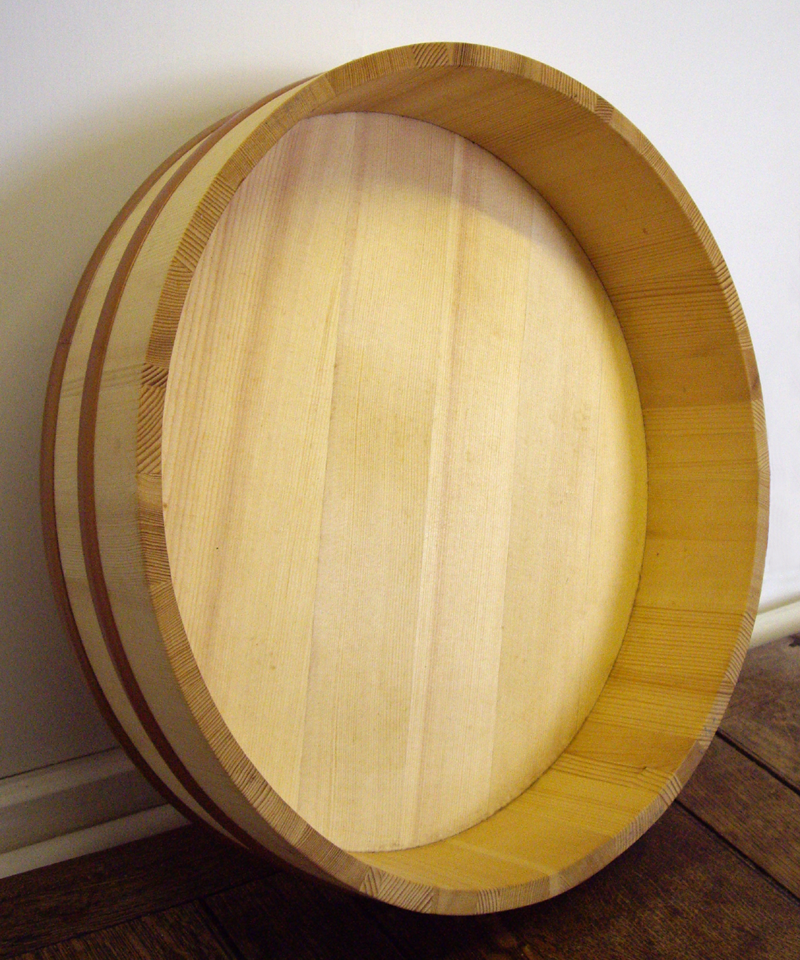
Хангири

Хангири (ja:半切 или ja:飯切), известная также как хандай (ja:飯台 — «доска для риса» или «чаша для риса») — круглая плоскодонная деревянная кадка или бочка, которая используются на последнем этапе приготовления риса для суши. Исторически хангири делается из древесины кипариса и скрепляется двумя медными обручами. Диаметр этой посуды может быть в пределах от 30 см (для домашнего применения) до 1 метра (для ресторана).
Хангири и сямодзи (деревянная лопатка) обычно используются для приготовления и остужения риса. После варки рис перекладывают в хангири. Здесь в него добавляют приправу из рисового уксуса, сахара и соли. После этого рис тщательно перемешивают, накрывают сукном и дают остыть.
Обычный хангири может стоить в 2-3 раза дороже хорошего стального горшка для варки пищи.